# Клузоне
Клузоне (італ. Clusone) — муніципалітет в Італії, у регіоні Ломбардія,  провінція Бергамо.
Клузоне розташоване на відстані близько 490 км на північний захід від Рима, 80 км на північний схід від Мілана, 31 км на північний схід від Бергамо.
Населення — 8599 осіб (2014).

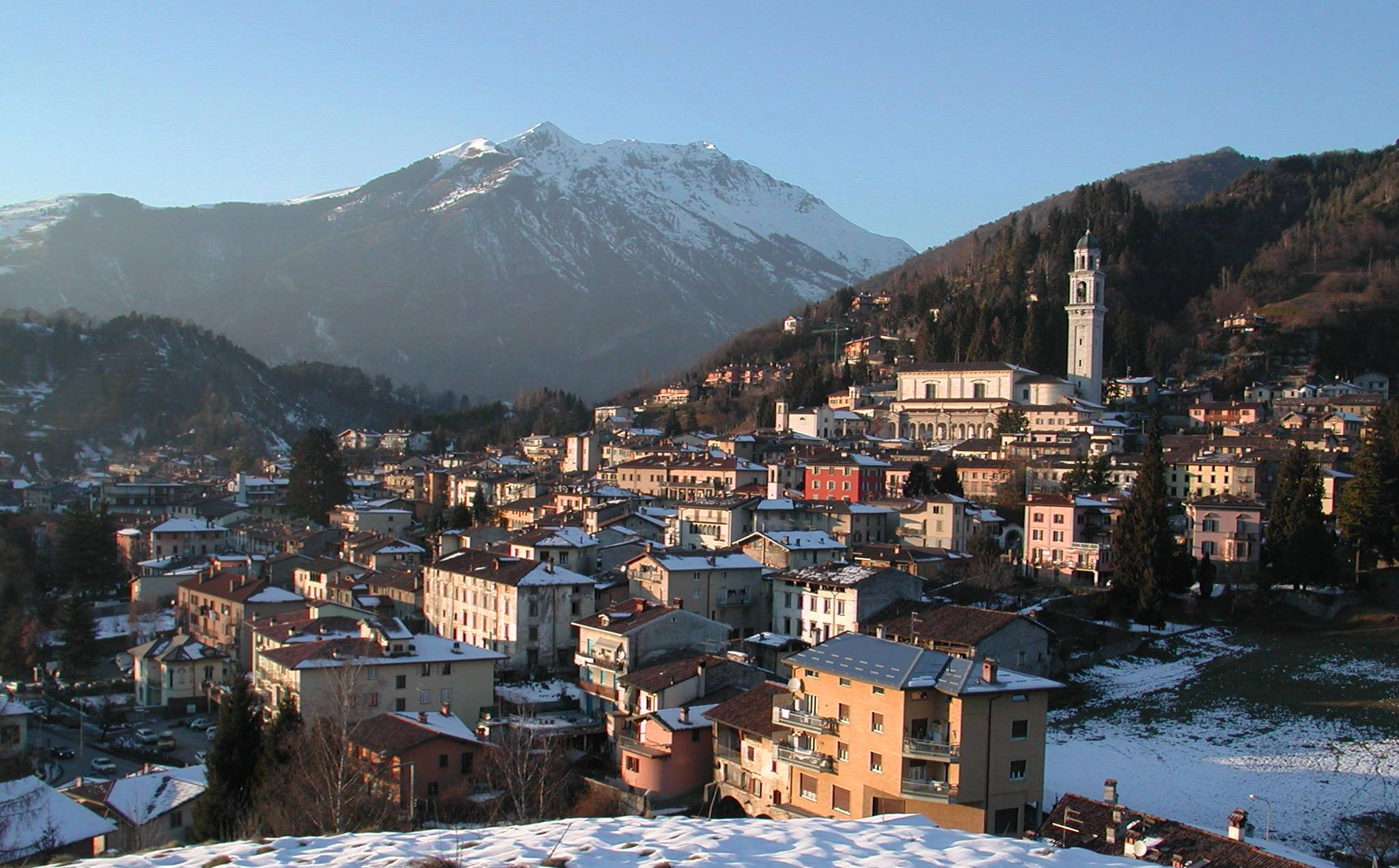

Щорічний фестиваль відбувається 3 лютого та 24 червня. Покровитель — святий Власій.

## Демографія
Населення за роками:

Станом на 1 січня 2023 року в муніципалітеті офіційно проживало 556 іноземців з 45 країн, серед них 82 громадяни країн Євросоюзу та 54 громадяни України.

## Сусідні муніципалітети
- Гандіно
- Ольтрессенда-Альта
- Парре
- П'яріо
- Понте-Носса
- Роветта
- Вілла-д'Онья